# Emily Atef

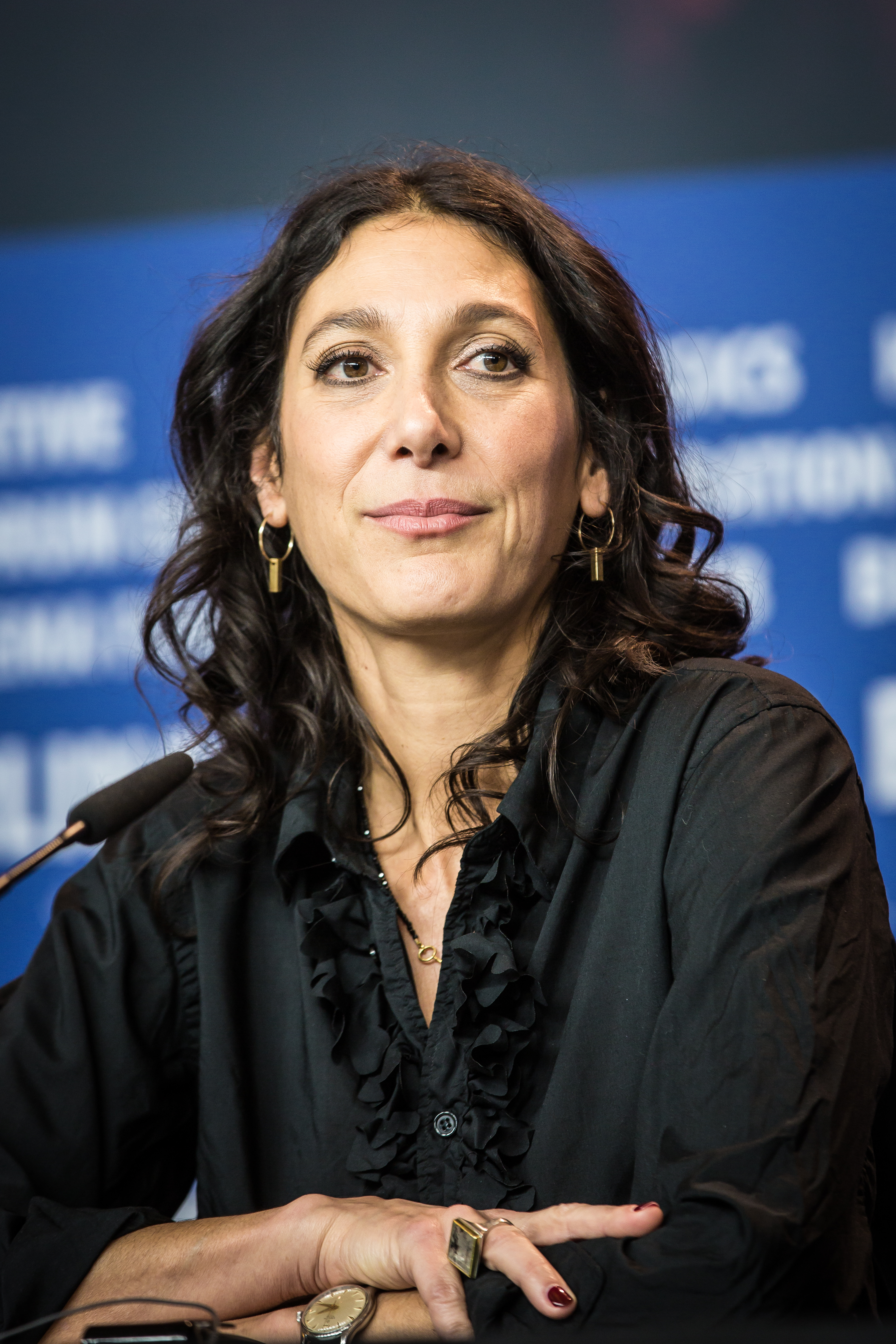
Emily Atef auf der Berlinale 2018

Emily Atef (* 6. Mai 1973 in West-Berlin) ist eine iranisch-deutsch-französische Regisseurin und Autorin. Sie lebt seit 2001 in Berlin.

## Leben
Emily Atef wurde als Tochter eines Iraners und einer Französin in West-Berlin geboren. Sie hat einen älteren Bruder. Als Atef sieben Jahre alt war, zog sie mit ihren Eltern nach Los Angeles. Mit 13 Jahren wurde sie zum Schulbesuch nach Frankreich geschickt, wo sie 1993 mit dem Baccalauréat die Schule beendete. Eine Zeitlang arbeitete sie als Schauspielerin in London. Ihre einzige Filmrolle hatte sie 2004 in Marseille von Angela Schanelec. 2001 nahm Atef ein Studium für Regie an der Deutschen Film- und Fernsehakademie Berlin auf, das sie 2005 abschloss.
Ihr erster Langfilm Molly’s Way wurde auf dem Filmfest München mit dem Förderpreis Deutscher Film für das beste Drehbuch prämiert, den Preis erhielt sie gemeinsam mit Co-Autorin Esther Bernstorff. Zudem erhielt der Film den Spezialpreis der Jury des Festival Internacional de Cine de Mar del Plata. Ihr zweiter Spielfilm, Das Fremde in mir mit Susanne Wolff, der von einer Mutter mit postpartaler Depression handelt, wurde bei der Semaine de la critique in Cannes uraufgeführt und erhielt ebenfalls mehrere Preise, unter anderem den für die beste Regie beim Studio Hamburg Nachwuchspreis, für den besten Film beim São Paulo International Film Festival und diverse andere. Ihr dritter Film Töte mich wurde als Best European Film beim Bradford International Film Festival ausgezeichnet.
2016 drehte Atef für die ARD ihren ersten Fernsehfilm Königin der Nacht, ein Familiendrama im Schwarzwald. Im selben Jahr inszenierte Atef wieder für die ARD Wunschkinder, eine wahre Geschichte über ein Paar, das ein Kind in Russland adoptieren will (geschrieben von Dorothee Schön, produziert von X Filme Creative Pool). Beide Filme, Königin der Nacht und Wunschkinder, waren für den Grimme-Preis 2018 nominiert. 2017 drehte Atef das TV-Drama Macht euch keine Sorgen! für WDR/ARD, ein Film über einen Vater, der herausfindet, dass sein 19-jähriger Sohn in Syrien zum IS gegangen ist. Der Film wurde im Herbst 2017 auf den 51. Hofer Filmtagen uraufgeführt und wurde 2018 in der ARD ausgestrahlt.
Atef schrieb und inszenierte den Spielfilm 3 Tage in Quiberon (2018). Der Film ist inspiriert von wahren Begebenheiten im Leben der Schauspielerin Romy Schneider (dargestellt von Marie Bäumer) und zeigt ein Porträt im Spannungsverhältnis zwischen privater und öffentlicher Person. Die Premiere der deutsch-österreichisch-französischen Koproduktion erfolgte im Rahmen der 68. Internationalen Filmfestspiele Berlin, wo der Film in den Wettbewerb um den Goldenen Bären eingeladen wurde. 3 Tage in Quiberon blieb aber unprämiert. Bei der Verleihung des Deutschen Filmpreises im selben Jahr erhielt Atefs Regiearbeit sieben Auszeichnungen, darunter in den Kategorien Film, Regie und für die Darstellerinnen Marie Bäumer, Birgit Minichmayr und Robert Gwisdek.
Im Jahr 2022 wurde ihr Spielfilm Mehr denn je in die Sektion Un certain regard des 75. Filmfestivals von Cannes eingeladen.
Ihr Film Irgendwann werden wir uns alles erzählen (2023), der auf dem gleichnamigen Roman von Daniela Krien basiert, erzählt von einer Amour fou in der ostdeutschen Provinz.
Im Sommer 2025 wurde Atef Mitglied der Academy of Motion Picture Arts and Sciences.

## Filmografie
Regie

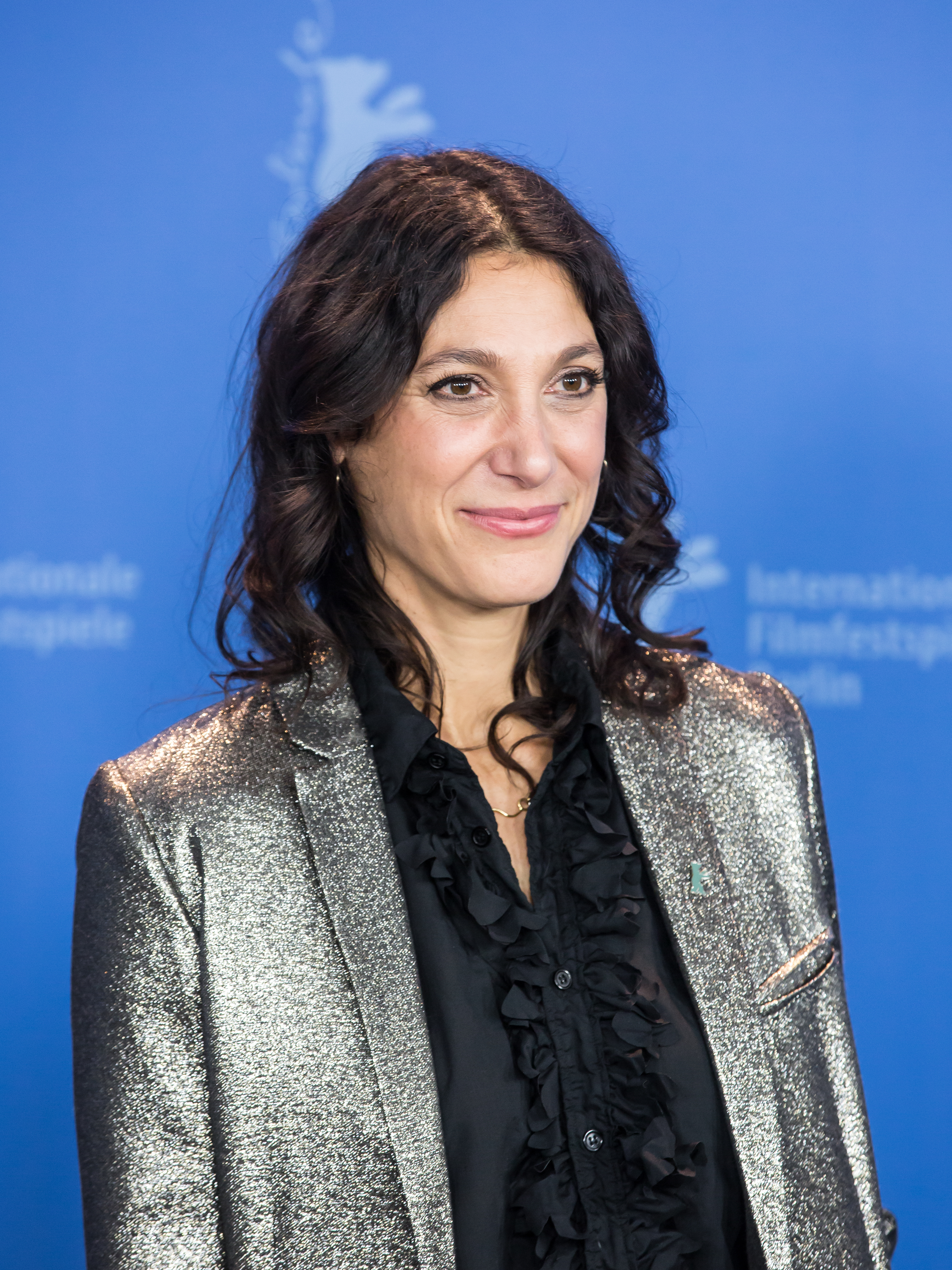
Atef auf der Berlinale 2018

- 2002: From XX to XY. Fighting to Be Jake
- 2003: Sundays
- 2004: I Love You, I Kill You
- 2004: Asyl
- 2005: Molly’s Way
- 2008: Das Fremde in mir
- 2012: Töte mich
- 2016: Wunschkinder
- 2017: Königin der Nacht
- 2017: Macht euch keine Sorgen!
- 2018: 3 Tage in Quiberon
- 2019: Tatort: Falscher Hase
- 2020: Jackpot
- 2022: Mehr denn je (Plus que jamais)
- 2023: Irgendwann werden wir uns alles erzählen

Schauspielerin
- 2004: Marseille

## Auszeichnungen
- 2005: Filmfest München – Förderpreis Neues Deutsches Kino für Molly’s Way (Bestes Drehbuch, gemeinsam mit Esther Bernstorff)
- 2006: Bogota Film Festival – „Silver Precolumbian Circle“ für Molly’s Way (Bester Film)
- 2006: Festival Internacional de Cine de Mar del Plata – Spezialpreis der Jury für Molly’s Way
- 2006: Filmfestival Türkei/Deutschland – Preis für Molly’s Way (Bester Film)
- 2008: Festival Internacional de Cine de Mar del Plata – SIGNIS-Preis für Das Fremde in mir
- 2008: Internationales Filmfest Oldenburg – German Independence Award (Bester Deutscher Film und Publikumspreis) und Otto-Sprenger-Preis für Das Fremde in mir
- 2008: São Paulo International Film Festival – Internationaler Jurypreis für Das Fremde in mir (Bester Spielfilm)
- 2015: Internationale Filmfestspiele Berlin – „Eurimages Co-Production Development Award“ (gemeinsam mit Karsten Stöter)
- 2018: Deutscher Filmpreis für 3 Tage in Quiberon (Beste Regie)
- 2020: Hans-Vogt-Filmpreis
- 2022: Filmkunstfest Mecklenburg-Vorpommern – NDR-Regiepreis und Preis der deutschsprachigen Filmkritik für Mehr denn je